# Les coloniaux français illustres
Les coloniaux français illustres (Berühmte französische Kolonialisten) ist ein Buch in kolonialem Erscheinungsbild mit berühmten Figuren der französischen Kolonialgeschichte. Es erschien bei B. Arnaud in Lyon und Paris (ca. 1941) in zwei Bänden und auch in jüngeren Auflagen. Georges Hardy (1884–1972) schrieb das Vorwort. Verfasser des Textes ist  Marcel Souzy, André Galland (1886–1965) schuf die Illustrationen. Das Werk deckt die gesamte nationale Vergangenheit von Jacques Cartier bis Marschall Lyautey ab. 

## Inhalt
Der 1. Band enthält Artikel zu Jacques Cartier, Champlain, Cavelier de La Salle, André Brue, Mahé de La Bourdonnais, Dupleix, Montcalm, La Pérouse, René Caillié, Duveyrier, Francis Garnier, Charles de Foucauld, der 2. Band zu Bugeaud, Faidherbe, Savorgnan de Brazza, Lavigerie, Binger, Monteil, Marchand, Foureau-Lamy, Gentil, Galliéni, Gouraud, Lyautey. Das letzte Kapitel ist allen Kolonialisten gewidmet, die in den beiden Bänden keinen Platz gefunden haben: Laperrine, Mangin, de Bournazel, Archinard, Borgnis-Desbordes etc.

## Rezeption
Dem sich mit den Helden der Franzosen und den Kontroversen um die Erinnerung auseinandersetzenden französischen Historiker Christian Amalvi zufolge bemüht sich das aus einer perspective pathétique de rassemblement national (pathetischen Perspektive nationaler Versammlung) hervorgegangene Werk stillschweigend, Marschall Pétain als natürlichen Erben dieser tapferen Kämpfer für das größere Frankreich darzustellen. Ohne jeden Erfolg.
Mit dem Aspekt der Vichy-Propaganda anhand dieses Werkes hatte sich zuvor bereits Evelyne Courdesses auseinandergesetzt.
Durch die reiche Bebilderung richtete sich das Werk verstärkt an ein jugendliches Publikum.